# دیمیتری خخلف
دیمیتری خاخلاو (روسی: Дми́трий Вале́рьевич Хохло́в؛ زادهٔ ۲۲ دسامبر ۱۹۷۵) یک بازیکن فوتبال اهل روسیه است.
وی همچنین در تیم ملی فوتبال روسیه بازی کرده‌است.